# Wiktor Iwanowitsch Raschtschupkin
Wiktor Iwanowitsch Raschtschupkin (russisch Виктор Иванович Ращупкин, engl. Transkription Viktor Rashchupkin; * 16. Oktober 1950 in Kamensk-Uralski, Oblast Swerdlowsk) ist ein ehemaliger russischer Diskuswerfer, der für die Sowjetunion antrat.
1979 wurde er sowjetischer Meister, nachdem er im Vorjahr Zweiter geworden war.  
Sein einziger internationaler Erfolg war der Gewinn der Goldmedaille bei den Olympischen Spielen 1980 in Moskau mit persönlicher Bestleistung von 66,64 m. Zweiter wurde mit 66,38 m Imrich Bugár aus der Tschechoslowakei vor Luis Delís aus Kuba mit 66,32 m. Favorit war eigentlich der Weltrekordler Wolfgang Schmidt aus der DDR, der mit 65,64 m Vierter wurde. 
Wiktor Raschtschupkin ist 1,88 m groß und wog zu Wettkampfzeiten 107 kg.